# Stanisław Kamieniarz
Stanisław Kamieniarz (ur. 15 maja 1939 w Gliniku Mariampolskim) – polski spawacz i polityk, poseł na Sejm PRL VII, VIII i IX kadencji.

## Życiorys
Od 1956 był wrębiarzem ścianowym w Kopalni Węgla Kamiennego „Prezydent” w Chorzowie, potem spawaczem elektrycznym w Fabryce Maszyn Wiertniczych i Górniczych „Glinik” w Gorlicach. W 1963 wstąpił do Polskiej Zjednoczonej Partii Robotniczej. Zasiadał w Komitecie Miejskim partii w Gorlicach i w jej Komitecie Wojewódzkim w Nowym Sączu. W 1976, 1980 i 1985 uzyskiwał mandat posła na Sejm PRL w okręgu nowosądeckim. Reprezentował ziemię gorlicką. W Sejmie VII kadencji był członkiem komisji: Górnictwa, Energetyki i Chemii oraz Przemysłu Ciężkiego, Maszynowego i Hutnictwa. W Sejmie VIII kadencji należał do komisji: Górnictwa, Energetyki i Chemii; Przemysłu Ciężkiego, Maszynowego i Hutnictwa oraz Górnictwa, Energetyki i Wykorzystania Zasobów Naturalnych. W Sejmie IX kadencji zasiadał w Komisji Górnictwa i Energetyki oraz w Komisji Skarg i Wniosków.

## Odznaczenia i wyróżnienia
- Krzyż Kawalerski Orderu Odrodzenia Polski
- Złoty Krzyż Zasługi
- Srebrny Krzyż Zasługi
- Medal 30-lecia Polski Ludowej
- Medal 40-lecia Polski Ludowej
- Medal za Długoletnie Pożycie Małżeńskie (2013)[1]
- Odznaka honorowa „Zasłużony dla górnictwa PRL”
- Odznaka honorowa „Zasłużony dla polskiej geologii”
- Odznaka „Zasłużony dla Województwa Rzeszowskiego”
- Odznaka „Zasłużony dla Województwa Nowosądeckiego”
- Wpis do „Księgi zasłużonych dla województwa rzeszowskiego” (1975)[2]